# Berggrenska gården
Berggrenska gården är en gård i Gävle med kulturhistoriska värden eftersom den är det enda bevarade gamla handelshuset i staden. Namnet har den fått efter köpmanssläkten Berggren som ägde gården fram till 1891. Gården är ett byggnadsminne sedan 1987. Sedan 2006 drivs gården som en galleria med olika butiker och kafé.

## Historia
Berggrenska gården byggdes omkring 1813 efter ritningar av stadsbyggmästaren C A Wahrberg. Den tvåvåniga huvudbyggnaden mot Gävleån uppfördes i nyklassisk stil. Gården fungerade ursprungligen som köpmansgård med utrymmen för handel, bostad samt rum och stall för gästande bönder och handelsmän. Den var en karakteristisk gårdstyp i dåtidens Gävle. 
Sommaren 1869 drabbades stadens centrum av en omfattande eldsvåda. Alla gårdsbyggnader på Berggrenska gården brann ner medan huvudbyggnaden i stort sett skonades. Vid återuppbyggnaden uppfördes de båda envåningsflyglarna av trä efter Kyrkogatan och inkörsporten till gården förlades mellan dessa. I samma axel som huvudbyggnaden fanns en genomgående förstuga. Efter nästan 80 års användning som köpmansgård fick fastigheten andra funktioner då den 1891 såldes till Gefle Stads Borgarskola. Fram till 1980-talet har ett flertal skolor samt på senaste år läromedelscentraler haft sina lokaler i gården. Byggnaderna har under den tiden förändrats efter skolans behov, framför allt interiört medan exteriören i stora drag har behållit sitt ursprungliga utseende. År 1904 tillbyggdes den östra stenflygeln med stenbyggnaden. Under mitten av 1980-talet har gården genomgått en stor renovering och ombyggnad. Huvudbyggnadens och flyglarnas exteriörer har i stora drag behållit sitt utseende och har målats i en äldre färgsättning.

## Beskrivning
Huvudbyggnadens fasad är klädd med träpanel och är sparsamt utsmyckad. Taket är valmat och ursprungligen tegelklätt, numera plåt. I mitten av husets långsida finns på bottenvåningen en genomlöpande förstuga med huvudingång från Norra Strandgatan. Vid uppförandet av gården tillkom dess terrassanläggning samt den putsade muren med pelare som omger fastigheten.

### Interiör
Flyglarnas interiörer har byggts om kraftigt och inget av den äldre inredningen kvarstår. Huvudbyggnadens inre har genomgått en mindre ombyggnad och i viss mån har den äldre rumsindelningen återställts. Äldre snickerier har bevarats och kompletterats. Den ursprungliga genomgående portgången och trapphallen har bevarats och återfått sin funktion.